# Caroline Cellier
Caroline Cellier, nom artístic de Monique Cellier (Montpeller, 7 d'agost de 1945 - París, 15 de desembre de 2020) fou una actriu francesa de teatre, cinema i televisió.

## Biografia
Fou filla d'Hubert Cellier i de Jacqueline Serrou. Des de petita Caroline fou molt aficionada al teatre i al cinema. L'any 1963 va començar els seus estudis d'art dramàtic amb l'actor i professor René Simon. Caroline va fer els seus primers escènics el mateix any en l'obra On ne peut jamais dire.
L'any 1964 va debutar a la televisió però sense deixar de banda el teatre. Així, aquell any a interpretar en escena obres com ara Croque-Monsieur i Du vent dans les branches de sassafras per les quals obtingué els premis Gérard-Philipe i Suzanne Bianchetti.
Un any més tard va debutar al cinema en la pel·lícula La Tête du client, de Jacques Poitrenaud, on dona la rèplica a Francis Blanche, Michel Serrault i Jean Poiret. La trobada amb aquest últim va a marcar la seva vida. Amb ell tindria un fill, Nicolas, nascut el 19 de novembre de 1978, que esdevindria actor i director d'escena. Caroline i Jean Poiret es van casar el 14 de març de 1992.
La seva consagració va arribar en la dècada del 1980.
Caroline Cellier morí el 15 de desembre de 2020 a París, a l'edat de 75 anys.

## Filmografia

### Cinema
- 1965 : La Tête du client de Jacques Poitrenaud
- 1969 : La Vie, l'Amour, la Mort de Claude Lelouch
- 1969 : Que la bête meure de Claude Chabrol
- 1972 : Les Aveux les plus doux d'Édouard Molinaro
- 1973 : L'Emmerdeur d'Édouard Molinaro
- 1974 : Mariage de Claude Lelouch
- 1977 : Une femme, un jour... de Léonard Keigel
- 1977 : Les Fougères bleues de Françoise Sagan
- 1979 : Certaines nouvelles de Jacques Davila
- 1980 : Le Vol d'Icare de Daniel Ceccaldi
- 1981 : Mille milliards de dollars d'Henri Verneuil
- 1983 : Surprise Party de Roger Vadim
- 1983 : Femmes de personne de Christopher Frank
- 1984 : L'Année des méduses de Christopher Frank, amb la qual guanyà un premi César a la millor actriu secundària
- 1984 : P'tit Con de Gérard Lauzier
- 1984 : Poulet au vinaigre de Claude Chabrol
- 1986 : Poker de Catherine Corsini
- 1986 : Grand Guignol de Jean Marbœuf
- 1987 : Charlie Dingo de Gilles Béhat
- 1987 : Vent de panique de Bernard Stora
- 1991 : La Contre-allée d'Isabel Sebastian
- 1992 : Le Zèbre de Jean Poiret
- 1994 : Farinelli de Gérard Corbiau
- 1994 : Délit mineur de Francis Girod
- 1996 : Hommes, femmes, mode d'emploi de Claude Lelouch
- 1996 : L'Élève d'Olivier Schatzky
- 1997 : Didier d'Alain Chabat
- 1997 : Le Plaisir (et ses petits tracas) de Nicolas Boukhrief
- 2005 : Jean-Philippe de Laurent Tuel
- 2007 : Fragile(s) de Martin Valente
- 2010 : Thelma, Louise et Chantal de Benoît Pétré

### Televisió
- 1964 : Une fille dans la montagne, de Roger Leenhardt
- 1964 : La Mégère apprivoisée de Pierre Badel
- 1965 : Marie Curie - Une certaine jeune fille de Pierre Badel
- 1966 : Rouletabille chez les Bohémiens, de Robert Mazoyer
- 1966 : Au théâtre ce soir : L'Amour toujours l'amour de Jacques Vilfrid et Jean Girault, escenografia de Pierre Mondy, realització de Pierre Sabbagh, Théâtre Marigny
- 1967 : Au théâtre ce soir : José de Michel Duran, escenografia de Christian-Gérard, realització de Pierre Sabbagh, Théâtre Marigny
- 1967 : La guerre de Troie n'aura pas lieu de Marcel Cravenne
- 1972 : La Mort d'un champion d'Abder Isker
- 1973 : Molière pour rire et pour pleurer de Marcel Camus
- 1974 : Histoires insolites : Nul n'est parfait de Claude Chabrol
- 1997 : La Disgrâce de Dominique Baron
- 1998 : Les Grands Enfants, téléfilm de Denys Granier-Deferre
- 2004 : Un jeu dangereux de Patrick Dewolf
- 2011 : Le Grand Restaurant II de Gérard Pullicino

## Teatre
- 1963 : On ne peut jamais dire de George Bernard Shaw, direcció de René Dupuy, Théâtre Gramont
- 1964 : Les Fausses Confidences de Marivaux, direcció de René Dupuy, Théâtre de l'Ambigu
- 1965 : Du vent dans les branches de sassafras de René de Obaldia, direcció de René Dupuy, Théâtre Gramont
- 1966 : L'Ordalie ou La Petite Catherine de Heilbronn d'Heinrich von Kleist, direcció de Jean Anouilh i Roland Piétri, Théâtre Montparnasse
- 1967 : Chaud et froid de Fernand Crommelynck, direcció de Pierre Franck, Théâtre de l'Œuvre
- 1967 : Pygmalion de George Bernard Shaw, direcció de Pierre Franck, Théâtre de l'Œuvre
- 1969 : La Fille de Stockholm d'Alfonso Leto, direcció de Pierre Franck, Théâtre de l'Œuvre
- 1969 : Le Misanthrope de Molière, direcció de Jean Meyer, Théâtre des Célestins
- 1970 : Pourquoi m'avez-vous posée sur le palier ? de Catherine Peter Scott, direcció de Jean-Pierre Grenier, Théâtre Saint-Georges
- 1971 : Le Ciel de lit de Jan de Hartog, adaptació de Colette, direcció de Jacques Charon, Théâtre du Palais-Royal
- 1972 : L'Ouvre-boîte de Félicien Marceau, direcció de Pierre Franck, Théâtre de l'Œuvre
- 1979 : La Mégère apprivoisée de William Shakespeare, direcció de Jacques Weber, Théâtre du 8e Lyon
- 1980 : L'Aide-mémoire de Jean-Claude Carrière, direcció de Yves Bureau, Théâtre Saint-Georges
- 1982 : Trahisons d'Harold Pinter, direcció de Raymond Gérôme, Théâtre Montparnasse
- 1983 : Le Bonheur à Romorantin de Jean-Claude Brisville, direcció d'Andréas Voutsinas, Théâtre des Mathurins
- 1985 : L'âge de Monsieur est avancé de Pierre Étaix, direcció de Jean Poiret, Théâtre des Champs-Élysées
- 1988 : Les Liaisons dangereuses de Christopher Hampton d'après Choderlos de Laclos, direcció de Gérard Vergez, Théâtre Édouard-VII; 1989: Théâtre des Célestins
- 1999 : Un tramway nommé Désir de Tennessee Williams, direcció de Philippe Adrien, Théâtre de l'Eldorado; 2000: gira, Théâtre des Célestins
- 2003 : L'Éventail de Lady Windermere d'Oscar Wilde, direcció de Tilly, Théâtre du Palais-Royal

## Guardons
- 1965 : Premi Gérard-Philipe
- 1967 : Premi Suzanne-Bianchetti
- Cèsars 1985: César de la millor actriu a un segon paper per a l'Année des méduses
- Molières 1999: nominació al Molière de la comédienne per a Un tramvia anomenat Désir
- Cèsars 1999: nominació per al Cèsar de la millor actriu per a Le Zèbre